# 喉頭癌
喉頭癌（こうとうがん、英語: Laryngeal cancer）とは、喉頭に発生する悪性腫瘍の総称。発症部位によって、声門上、声門、声門下の3つに分類される。発症頻度は、声門、声門上、声門下の順で低くなる。

## 疫学
- リスクファクター

喫煙が最も大きなリスクファクターである。またアルコール多飲者も高リスクである。
- 罹患率

男性の割合が多い。

## 病理
扁平上皮癌が多い。
- 喉頭癌前駆病変の組織学的分類[1]

| 2005 WHO 分類             | 解説                                                                                           |
| ------------------------- | ---------------------------------------------------------------------------------------------- |
| Squamous cell hyperplasia | 細胞異型のない棘細胞層あるいは基底・傍基底層の細胞数増加。                                     |
| Mild dysplasia            | 細胞異型を伴った構築の乱れが上皮の下3分の1に限局。                                             |
| Moderate dysplasia        | 細胞異型を伴った構築の乱れが上皮の下3分の2まで見られる。核異型の程度が強いときはsevereとする。 |
| Severe dysplasia          | 細胞異型を伴った構築の乱れが上皮の下3分の2を超えて見られる。                                   |
| Carcinoma in situ         | 著明な細胞異型を伴った細胞集団が全上皮層あるいはほぼ全上皮層を占拠しているが間質浸潤を欠く。   |

### 補足
2005年に、スウェーデンのマルメ大学で行われた研究は、ヒトパピローマウイルス (HPV) に感染した人間との、予防手段を用いないオーラルセックスは口腔癌のリスクを高めると示唆した。この研究によると、癌患者の36%がHPVに感染していたのに対し、健康な対照群では1%しか感染していなかった。

## 症状
- 嗄声（しゃがれ声）
- 喉頭違和感（のどの違和感）
- 嚥下困難（食べ物が飲み込みにくい）
- 通過障害（食べ物がのどにつっかえる）
- 血痰（咳をすると痰に血が混じる）
- 呼吸困難

など。

## 治療

### 手術
旧来より、根本的治療として喉頭摘出術＋頚部リンパ節郭清が行われる。しかし侵襲が大きく、発声困難の後遺症があるため放射線治療が選択されることも多い。

### 放射線治療
放射線治療が著効するため広く施行されている。

## 喉頭癌を患った人物
（アイウエオ順）
- 朝永振一郎....物理学者
- あずさ欣平....声優、演出家
- アルフレッド・シスレー....印象派の風景画家
- 池田勇人....第58～60代首相
- 石井四郎....第1軍軍医部長、関東軍防疫給水部長
- 井之上隆志....俳優
- 忌野清志郎....ロックミュージシャン
- 岩倉具視....公家、政治家
- ウィリアム・グラッドストン....19世紀後半のイギリス首相
- 加藤正之....声優、俳優
- 木村央志....ゲームクリエイター
- クラウス・テンシュテット……指揮者
- 斎藤洋介....俳優
- サミー・デイヴィスJr.....歌手、俳優、エンターテイナー
- 杉田あきひろ....舞台俳優、2022年にステージ3と公表
- 立川談志....落語家
- 辻一三....政治家、喉頭がんの克服で対がん協会賞を受賞。
- つんく♂....ミュージシャン
- 中江兆民....思想家
- 林家木久扇....落語家、克服
- フリードリヒ3世 (ドイツ皇帝)....第8代プロイセン王・第2代ドイツ皇帝
- マイケル・クライトン....小説家、SF作家、映画監督、脚本家
- マイケル・ダグラス....俳優、ステージ4から生還
- 村野武範....俳優
- 柳生真吾....タレント、園芸家。柳生博の長男。
- 山本幡男....関東都督府陸軍部附ハルビン特務機関所属一等兵
- 吉井和哉....ミュージシャン

## 文献
1. ↑  Leon Barnes, John W. Eveson et al. WHO Classification of Tumours Pathology and Genetics Head and Neck Tumours 2005
2. ↑  Oral Sex Linked To Mouth Cancer Risk